# بول بلموندو
بول بلموندو (بالفرنسية: Paul Belmondo) هو سائق سيارة سباق وممثل فرنسي، ولد في 23 أبريل 1963 ببولون-بيانكور في فرنسا.

## وصلات خارجية
- بول بلموندو على موقع IMDb (الإنجليزية)
- بول بلموندو على موقع ألو سيني (الفرنسية)
- بول بلموندو على موقع قاعدة بيانات الأفلام السويدية (السويدية)
- بول بلموندو على موقع قاعدة بيانات الفيلم (الإنجليزية)
- بول بلموندو على موقع كينوبويسك (الروسية)